# William D. Furley
William D. Furley (* 1953 in London, Vereinigtes Königreich) ist ein britisch-deutscher Klassischer Philologe (Schwerpunkt Gräzistik).
William Furley ist der Sohn des Klassischen Philologen und Philosophiehistorikers David J. Furley. Er studierte Classics am University College London, an dem sein Vater von 1947 bis 1966 University Lecturer war. 1976 studierte Furley ein Jahr lang an der Eberhard Karls Universität Tübingen bei Konrad Gaiser, um anschließend ein Promotionsstudium am Trinity College Cambridge bei Geoffrey S. Kirk zu absolvieren. Nach der Promotion im Jahr 1979 über das Feuer in der griechischen Religion ging er  als wissenschaftlicher Mitarbeiter im Philologischen Seminar erneut nach Tübingen, bis er als Assistent von Albrecht Dihle an die Ruprecht-Karls-Universität Heidelberg wechselte, an der er außerplanmäßiger Professor wurde. Verschiedentlich hat er auch an den Universitäten Tübingen, Mannheim und Saarbrücken Vertretungen übernommen. 2006 war er S.T. Lee Professorial Fellow am Institute of Classical Studies, London. 2014/2015 verbrachte er einen Forschungsaufenthalt am Collegium de Lyon.
Neben seiner akademischen Laufbahn verfolgt Furley ein Interesse an moderner britischer Dichtung mit eigenen Lesungen, Veröffentlichungen und der Mitherausgabe eines literarischen Magazins.
Furley war in erster Ehe mit Alexandra Furley verheiratet, mit der er zwei Kinder hat, in zweiter Ehe ist er es mit Inga Gotsiridze-Furley aus Tbilisi, Georgien.
Furleys Forschungsgebiete sind die klassische griechische Literatur, die griechische Religionsgeschichte (insbesondere das Feuer, Andokides und der Hermenfrevel sowie griechische Hymnen) und Menander sowie die literarische Papyrologie.

## Schriften (Auswahl)
- Studies in the use of fire in ancient Greek religion. Arno Press, New York 1981 (= Ph.D. thesis).
- Andokides and the Herms. A study of crisis in fifth-century Athenian religion. Institute of Classical Studies, School of advanced study, University of London, London 1996.
- mit Jan Maarten Bremer: Greek hymns. Selected Cult Songs from the Archaic to the Hellenistic period. 2 Bände, Mohr Siebeck, Tübingen 2001 (Rezension von Andrew Faulkner, in: Bryn Mawr Classical Review 2002.05.36).
- Menander: Epitrepontes (= Bulletin of the Institute of Classical Studies Supplement. Band 106). Institute of Classical Studies, School for Advanced Study, University of London, London 2009.
- Menander: Perikeiromene. Edition, with introduction, translation and commentary (= Bulletin of the Institute of Classical Studies Supplement. Band 127). Institute of Classical Studies, School for Advanced Study, University of London, London 2015.
- mit Victor Gysembergh: Reading the liver. Papyrological texts on ancient Greek extispicy. Mohr Siebeck, Tübingen 2015.
- Menander: Misoumenos or The hated man. Introduction, translation, and commentary. University of London Press, London 2021.